# Elezioni parlamentari in Guinea-Bissau del 2008
Le elezioni parlamentari in Guinea-Bissau del 2008 si tennero il 16 novembre per il rinnovo dell'Assemblea nazionale popolare.

## Risultati
| Liste                                                                    | Voti    | %     | Seggi |
| ------------------------------------------------------------------------ | ------- | ----- | ----- |
| Partito Africano per l'Indipendenza della Guinea e di Capo Verde (PAIGC) | 227 350 | 49,52 | 67    |
| Partito del Rinnovamento Sociale (PRS)                                   | 115 755 | 25,21 | 28    |
| Partito Repubblicano dell'Indipendenza per lo Sviluppo (PRID)            | 34 341  | 7,48  | 3     |
| Partito dei Lavoratori (PT)                                              | 12 600  | 2,74  | –     |
| Partito della Nuova Democrazia (PND)                                     | 10 726  | 2,34  | 1     |
| Partito Socialdemocratico Unito (PUSD)                                   | 7 700   | 1,68  | –     |
| Partito per lo Sviluppo, la Democrazia e la Cittadinanza (PADEC)         | 7 076   | 1,54  | –     |
| Alleanza Democratica (AD)                                                | 6 321   | 1,38  | 1     |
| Partito Social Democratico (PSD)                                         | 6 319   | 1,38  | –     |
| Alleanza delle Forze Patriottiche (AFP)                                  | 5 869   | 1,28  | –     |
| Centro Democratico (CD)                                                  | 5 438   | 1,18  | –     |
| Partito Democratico del Popolo (PPD)                                     | 5 353   | 1,17  | –     |
| Altri <1,00%                                                             | 14 290  | 3,11  | –     |
| Totale                                                                   | 459 138 | 100   | 100   |

- Nella stessa pubblicazione ufficiale relativa ai risultati vengono forniti dati tra loro discordanti Nei risultati di riepilogo (pag 2; pagg. 4 e 7) differiscono i dati di PSD (7.096 anziché 6.319 voti) e PDG (2.291 anziché 3.068). Nei risultati per distretto (pag. 1) differiscono, oltre ai dati predetti, quello di UNPD (1.395 anziché 1.328) e quello dei votanti, non corrispondente alla somma di voti validi e invalidi (488.493 anziché 486.873).